# Marcus Rashford
Marcus Rashford (Manchester, 31. listopada 1997.) engleski je nogometaš koji igra na poziciji napadača. Trenutačno igra za Barcelonu.
Engleski nogometni izbornik objavio je u svibnju 2016. godine popis za nastup na Europsko prvenstvo u Francuskoj, na kojem se nalazi Rashford.

## Klupska karijera

#### Manchester United
Rođen je u Wythenshawe-u, Rashford je počeo igrati nogomet za Fletcher Moss Rangers s pet godina. Kada je imao sedam godina priključio se akademiji Manchester Uniteda.

#### Sezona 2015./16.
Rashford se prvi put pojavio u seniorskoj ekipi 21. studenog u utakmici FA Premier Liga protiv Watford-a gdje je Manchester United pobijedio 2:1. Debitirao je 25. veljače u UEFA Europskoj ligi gdje je postigao dva pogotka u utakmici protov FC Midtjyllanda. I tako je oborio rekord star 52 godine kao najmlađi strijelac Manchester Uniteda u europskim natjecanjima, koji je prije držao George Best. Nakon tri dana (28. velljače) debitirao je i u FA Premier Ligi u domaćoj pobjedi protiv Arsenala 3:2, gdje je postigao dva pogotka i jedanput asistirao. Tada je postao treći najmlađi strijelac Manchester Uniteda, ispred njega su Federico Macheda i Danny Welbeck.Također je osvojio s Manchester Unitedom FA Cup sezone 2015./16.

#### Sezona 2016./17.
Rashford je u toj sezoni zabio 12 golova za Manchester United i osvaja UEFA Europsku ligu protiv Ajaxa u finalu 24. svibnja 2017.

## Vanjske poveznice
- Profil na Transfermarktu
- Profil na Soccerwayu